# Suaqui Grande
Suaqui Grande è una municipalità dello stato di Sonora nel Messico settentrionale, il cui capoluogo è la località omonima.
Conta 1.142 abitanti (2010) e ha una estensione di 915,35 km².
Il nome della località significa cuore della pitahaya.